# اودین (شخصیت کمیک)
اودین (به انگلیسی: Odin) یک شخصیت خیالی .که در واقع اقتباسی از اودین خدای خدایان اسکاندیناوی است. در کتاب‌های کامیک آمریکایی منتشر شده توسط مارول کامیکس است. این شخصیت به وسیلهٔ استن لی و جک کربی خلق شده‌است؛ و برای اولین بار در شمارهٔ ۸۵ از مجموعه کمیک سفر به راز (اکتبر ۱۹۶۲) معرفی شد. شخصیت اودین که پدر ثور، سرکردهٔ ایزدان و پادشاه سابق آسگارد می‌باشد، از اودین، ایزد اساطیر اسکاندیناوی الهام گرفته شده‌است.
آنتونی هاپکینز نقش اودین را در فیلم‌های ثور (۲۰۱۱)، ثور: دنیای تاریک (۲۰۱۳) و ثور: راگناروک (۲۰۱۷) بازی کرده‌است.